# Pyrrhopyge pusca
Espèce
Pyrrhopyge pusca est une espèce de lépidoptères (papillons) de la famille des Hesperiidae, de la sous-famille des Pyrginae, de la tribu des Pyrrhopygini et du genre Pyrrhopyge.

## Dénomination
Pyrrhopyge pusca a été nommé par William Harry Evans en 1951.

### Nom vernaculaire
Pyrrhopyge pusca se nomme Pusca Firetip en anglais.

## Description
Pyrrhopyge pusca est un papillon d'une envergure d'environ 47 mm, au corps trapu noir avec la tête et l'extrémité de l'abdomen rouge.
Les ailes sont de couleur bleu vert très foncé à noire veinées de gris foncé avec sur le revers des ailes postérieures une partie basale blanche veinée de gris.

## Écologie et distribution
Pyrrhopyge pusca est présent en Bolivie, au Pérou et en Équateur,,.

### Protection
Pas de statut de protection particulier.